# Monete euro slovene
     Zona euro
     UE appartenenti agli AEC II
     UE appartenenti agli AEC II con deroga
     UE non appartenenti agli AEC II
     Non UE che usano bilateralmente l'euro
     Non UE che usano unilateralmente l'euro
Le monete euro slovene sono entrate in circolazione il 1º gennaio 2007, quando la precedente valuta nazionale della Slovenia, il tallero, è stata sostituita dall'euro secondo un rapporto di cambio di 239,640 a 1. Le monete euro immesse nel mercato sloveno in occasione del cambiamento di valuta sono state circa 230 milioni e sono state interamente coniate dalla zecca della Finlandia, che si è aggiudicata il bando internazionale indetto dalla Slovenia.
La Slovenia è stato il primo paese della zona euro ad utilizzare sin dal principio la seconda versione delle facce comuni per le monete dorate (10, 20, 50 centesimi) e bicromatiche (1 e 2 euro); i dodici paesi facenti parte dell'eurozona già prima del 2007 impiegavano in precedenza un conio leggermente diverso.

## Faccia nazionale
Le facce nazionali delle monete euro slovene sono state presentate al pubblico il 7 ottobre 2005; si tratta di otto diverse raffigurazioni, opera degli autori Miljenko Licul, Maja Licul e Janez Boljka. Su tutte le monete sono raffigurate le dodici stelle della bandiera dell'Unione europea, l'anno di conio e la scritta SLOVENIJA (Slovenia).
| € 0,01 | € 0,02 | € 0,05 |
| --- | --- | --- |
| | | |
| Una cicogna, già presente sulla moneta da 20 talleri sloveni | La Pietra del Principe, utilizzata nelle cerimonie di incoronazione di principi e duchi della Carinzia                 | Il seminatore, opera del pittore impressionista sloveno Ivan Grohar |
| € 0,10 | € 0,20 | € 0,50 |
| | | |
| Il progetto (mai realizzato) dell'architetto Jože Plečnik per il palazzo del parlamento sloveno, con l'iscrizione "KATEDRALA SVOBODE" ("Cattedrale della libertà" in sloveno) | Una coppia di cavalli lipizzani, con l'iscrizione "LIPICANEC" ("Lipizzani" in sloveno)                                 | Il monte Tricorno, con la costellazione del Cancro (corrispondente al segno zodiacale sotto il quale la Slovenia ha conquistato l'indipendenza, cioè 25 giugno 1991) e l'iscrizione "OJ TRIGLAV, MOJ DOM" ("Oh Tricorno, casa mia" in sloveno) |
| € 1,00 | € 2,00 | Bordo 2 euro |
| | | |
| Ritratto di Primož Trubar, con l'iscrizione (in sloveno arcaico) "STATI INU OBSTATI" ("Stare e rimanere" in sloveno)                                                          | Ritratto del poeta France Prešeren, con il primo verso della settima strofa della Zdravljica, l'inno nazionale sloveno | "SLOVENIJA" ("Slovenia" in sloveno) seguita da un punto inciso |

## Zecche
Le monete sono coniate dalla:
| Anno | Zecca                                                     | Segno della zecca |
| ---- | --------------------------------------------------------- | --- |
| 2007 | Suomen Rahapaja (Zecca Finlandese)                        | L'identificativo "FI" a destra della sesta stella                                                                                   |
| 2008 | Koninklijke Nederlandse Munt (Zecca Olandese)             | Il simbolo del direttore della zecca Maarten Brouwer (un veliero) e il simbolo della zecca (un caduceo) a destra della sesta stella |
| 2009 | Suomen Rahapaja (Zecca Finlandese)                        | Nessuno |
| 2010 | Suomen Rahapaja (Zecca Finlandese)                        | Nessuno |
| 2011 | Suomen Rahapaja (Zecca Finlandese)                        | Nessuno |
| 2012 | Zecca di Kremnica (Zecca Slovacca)                        | Nessuno |
| 2013 | Zecca di Kremnica (Zecca Slovacca)                        | Nessuno |
| 2014 | Koninklijke Nederlandse Munt (Zecca Olandese)             | Nessuno |
| 2015 | Zecca di Kremnica (Zecca Slovacca)                        | Nessuno |
| 2016 | Istituto Poligrafico e Zecca dello Stato (Zecca Italiana) | Nessuno |
| 2017 | Zecca di Kremnica (Zecca Slovacca)                        | Nessuno |
| 2018 | Istituto Poligrafico e Zecca dello Stato (Zecca Italiana) | Nessuno |
| 2019 | Istituto Poligrafico e Zecca dello Stato (Zecca Italiana) | Nessuno |

## Quantità monete coniate
|                                                                                     | Divisionali FDC | Divisionali FS | € 0,01     | € 0,02     | € 0,05     | € 0,10     | € 0,20     | € 0,50     | € 1,00     | € 2,00     |
| Circolanti                                                                          | Circolanti      | Circolanti     | Circolanti | Circolanti | Circolanti | Circolanti | Circolanti |            |            |            |
| ----------------------------------------------------------------------------------- | --------------- | -------------- | ---------- | ---------- | ---------- | ---------- | ---------- | ---------- | ---------- | ---------- |
| 2007                                                                                | 100.000         | 0              | 44.600.000 | 44.150.000 | 43.700.000 | 42.700.000 | 37.150.000 | 32.300.000 | 29.650.000 | 21.250.000 |
| 2008                                                                                | 148.000         | 2.000          | 150.000    | 150.000    | 150.000    | 150.000    | 150.000    | 150.000    | 150.000    | 150.000    |
| 2009                                                                                | 100.000         | 0              | 18.000.000 | 12.400.000 | 100.000    | 100.000    | 100.000    | 100.000    | 100.000    | 100.000    |
| 2010                                                                                | 70.000          | 5.000          | 75.000     | 75.000     | 75.000     | 75.000     | 75.000     | 75.000     | 75.000     | 75.000     |
| 2011                                                                                | 15.000          | 2.000          | 17.000     | 17.000     | 17.000     | 17.000     | 17.000     | 17.000     | 17.000     | 17.000     |
| 2012                                                                                | 15.000          | 2.000          | 17.000     | 17.000     | 17.000     | 17.000     | 17.000     | 17.000     | 17.000     | 17.000     |
| 2013                                                                                | 15.000          | 2.000          | 17.000     | 17.000     | 17.000     | 17.000     | 17.000     | 17.000     | 17.000     | 17.000     |
| 2014                                                                                | 15.000          | 1.500          | 16.500     | 16.500     | 16.500     | 16.500     | 16.500     | 16.500     | 16.500     | 16.500     |
| 2015                                                                                | 13.500          | 1.500          | 10.015.000 | 15.000     | 15.000     | 15.000     | 15.000     | 15.000     | 15.000     | 15.000     |
| 2016                                                                                | 10.500          | 1.500          | 25.012.000 | 12.000     | 12.000     | 12.000     | 12.000     | 12.000     | 12.000     | 12.000     |
| 2017                                                                                | 8.000           | 1.000          | 9.000      | 9.000      | 9.000      | 9.000      | 9.000      | 9.000      | 9.000      | 9.000      |
| 2018                                                                                | 8.000           | 750            | 16.008.750 | 6.008.750  | 8.750      | 3.008.750  | 8.750      | 8.750      | 8.750      | 8.750      |
| 2019                                                                                | 8.000           | 750            | 38.008.750 | 22.008.750 | 17.008.750 | 22.008.750 | 8.008.750  | 8.750      | 8.750      | 8.750      |
| 2020                                                                                | 7.000           | 500            | 14.000.000 | 11.000.000 | *          | *          | *          | *          | *          | 4.000.000  |
| 2021                                                                                | 6.000           | 500            | 13.000.000 | 7.000.000  | 7.000.000  | 8.000.000  | *          | 4.000.000  | *          | 3.000.000  |
| 2022                                                                                | 6.000           | 500            | 9.000.000  | 5.000.000  | 4.000.000  | 13.000.000 | 5.000.000  | *          | *          | 3.000.000  |
| 2023                                                                                | 6.000           | 750            | 4.000.000  | 6.000.000  | 12.000.000 | 5.000.000  | 17.000.000 | *          | *          | 3.000.000  |
| 2024                                                                                | 6.000           | 750            | 12.000.000 | 11.000.000 | 6.000.000  | 6.000.000  | 6.000.000  | 3.000.000  | *          | 4.000.000  |
| 2025                                                                                |                 |                | 14.000.000 | 9.000.000  | *          | *          | *          | *          | *          | *          |
| / = non emessa, ? = finora sconosciuto, * = emessa solo nelle divisionali ufficiali |                 |                |            |            |            |            |            |            |            |            |

## 2 euro commemorativi
| Immagine | Anno | Tema                                                                                           | Tiratura  | Emissione        | Incisore                             |
| -------- | ---- | ---------------------------------------------------------------------------------------------- | --------- | ---------------- | ------------------------------------ |
|          | 2007 | 50º anniversario della firma dei Trattati di Roma (emissione comune)                           | 400.000   | 25 marzo 2007    | Luc Luycx                            |
|          | 2008 | 500º anniversario della nascita di Primož Trubar                                               | 1.000.000 | 26 maggio 2008   | Miljenco Licul e Maja Licul          |
|          | 2009 | 10º anniversario dell'UEM (emissione comune)                                                   | 1.000.000 | 5 gennaio 2009   | Georgios Stamatopoulos               |
|          | 2010 | 200º anniversario dell'Orto Botanico di Lubiana                                                | 1.000.000 | 10 maggio 2010   | Goradz Učakar                        |
|          | 2011 | 100º anniversario della nascita di Franc Rozman                                                | 1.000.000 | 21 marzo 2011    | Edi Berk                             |
|          | 2012 | 10º anniversario della circolazione di banconote e monete in euro (emissione comune)           | 1.000.000 | 3 gennaio 2012   | Helmut Andexlinger                   |
|          | 2013 | 800º anniversario della scoperta delle Grotte di Postumia                                      | 1.000.000 | 4 febbraio 2013  | Matevž Zalar                         |
|          | 2014 | 600º anniversario della coronazione di Barbara di Cilli                                        | 1.000.000 | 17 novembre 2014 | Studiobotas                          |
|          | 2015 | 2000º anniversario della fondazione di Emona                                                   | 1.000.000 | 9 novembre 2015  | Matej Ramšak                         |
|          | 2015 | 30º anniversario della Bandiera europea (emissione comune)                                     | 1.000.000 | 7 dicembre 2015  | Georgios Stamatopoulos               |
|          | 2016 | 25º anniversario dell'indipendenza della Slovenia                                              | 1.000.000 | 20 giugno 2016   | Jernej Kejžar                        |
|          | 2017 | 10º anniversario dell’introduzione dell’Euro in Slovenia                                       | 1.000.000 | 2 febbraio 2017  | Matej Ramšak                         |
|          | 2018 | Giornata mondiale delle api                                                                    | 1.000.000 | 14 maggio 2018   | Janez Bizjak                         |
|          | 2019 | 100º anniversario della fondazione dell'Università di Lubiana                                  | 1.000.000 | 25 novembre 2019 | Daniela Vidmar Podboj e Tomaz Podboj |
|          | 2020 | 500º anniversario della nascita di Adam Bohorič                                                | 1.000.000 | 23 dicembre 2020 | Lana Semečnik                        |
|          | 2021 | Il 200º anniversario della creazione del Museo Provinciale di Carniola, il primo museo sloveno | 1.000.000 | 25 ottobre 2021  | Lana Semečnik                        |
|          | 2022 | Il 150º anniversario della nascita di Jože Plečnik                                             | 1.000.000 | 2 marzo 2022     | Andrej Žerovnik                      |
|          | 2022 | 35º anniversario dell'istituzione del Progetto Erasmus (emissione comune)                      | 1.000.000 | 1º luglio 2022   | Joaquin Jimenez                      |
|          | 2023 | 150º anniversario della nascita di Josip Plemelj                                               | 1.000.000 | 19 dicembre 2023 | Jasna Čuk Kolavčič                   |
|          | 2024 | 250º anniversario della biblioteca nazionale e universitaria                                   | 1.000.000 | 18 dicembre 2024 | Mojca Mlinar e Dominik Košak         |

## Controversie
- I cavalli lipizzani sulla moneta da 20 centesimi sono effettivamente originari della Slovenia, nella zona di Lipizza (in sloveno Lipica), ma è soprattutto alla Scuola di Equitazione Spagnola di Vienna in Austria che la fama di questa razza è più legata. Perciò la presentazione di questo pezzo è stata accolta male in Austria. I cavalli lipizzani erano stati infatti usati precedentemente sulla moneta da 5 scellini, come simbolo nazionale. Non vi sono comunque state, da parte del governo austriaco, proteste ufficiali contro questa moneta. L'utilizzo di questo simbolo può anche essere considerato in un'ottica positiva in quanto riferimento al passato comune (Impero Asburgico) di Austria e Slovenia.[2][3].
- La scelta della Pietra del Principe come simbolo nazionale da effigiare sulla moneta da 2 centesimi ha dato origine in Austria ad una controversia, in quanto la Carinzia, a cui apparteneva parte della Slovenia, è oggi una regione austriaca, ed il reperto archeologico non è conservato quindi in Slovenia, ma in un museo di Klagenfurt, capoluogo della Carinzia. La regione, governata allora da Jörg Haider, ha presentato una protesta ufficiale il 25 ottobre 2005, ma è stata respinta dal ministro degli affari esteri sloveno Dimitrij Rupel, che l'ha definita poco seria.[4]
- Il Monte Tricorno, presente sulla moneta da 50 centesimi, è famoso anche per essere il saliente alpino nord-orientale della regione geografica italiana.